# Ivana Mrázová
	Ivana Mrázová (n. 1 iulie 1992, Vimperk, Republica Cehă și Slovacă, Cehia) este un fotomodel italian de origine cehă.